# Domicile (astrologie)
En astrologie, on dit qu'une planète est en domicile lorsqu'elle se trouve dans le signe du zodiaque avec lequel elle a le plus d'affinités, signe où la planète exprime son plein potentiel. Il s'agit d'une question de qualité accrue, et non d'une plus grande action symbolique en quantité (à la différence de l'exaltation). 
On dit aussi que cette planète a la maîtrise de ce signe, qu'elle en est le régent ou encore le gouverneur, ou qu'elle trône dans ce signe.  Une planète peut avoir la maîtrise sur deux signes (elle a deux domiciles, l'un dit diurne et l'autre dit nocturne).
Il faut noter qu'on parle également de maîtrise d'une planète sur une maison. Le maître d'une maison est la planète qui a pour domicile le signe sur la pointe (ou cuspide) de la maison.  Par exemple, si la maison VII débute à 12° du signe du Lion, c'est le Soleil qui est le maître de la maison VII.
L'astrologie française, depuis Jean-Baptiste Morin de Villefranche, accorde la primauté aux maîtrises, alors que les aspects sont au centre des recherches de l'astrologie allemande, inspirée par Johannes Kepler.